# 前100年代
| 千纪： | 前1千纪 |
| 世纪： | 前3世纪 \| 前2世纪 \| 前1世纪                                                                              |
| 年代： | 前130年代 \| 前120年代 \| 前110年代 \| 前100年代 \| 前90年代 \| 前80年代 \| 前70年代                       |
| 年份： | 前109年 \| 前108年 \| 前107年 \| 前106年 \| 前105年 \| 前104年 \| 前103年 \| 前102年 \| 前101年 \| 前100年 |

前100年代從前109年1月1日開始，於前100年12月31日結束。

## 大事记
前105年，苏拉擒获了朱古达，结束了朱古达战争。